# Schizodidae
Schizodidae zijn een uitgestorven familie van tweekleppigen uit de orde Trigonioida.

## Taxonomie
De volgende geslachten zijn bij de familie ingedeeld:
- † Eoastarte Ciriacks, 1963
- † Heteroschizodus Newell & Boyd, 1975
- † Kaibabella Chronic, 1952
- † Lyroschizodus Newell & Boyd, 1975
- † Procostatoria Newell & Boyd, 1975
- † Schizodus de Verneuil & Murchison, 1844
- † Silurozodus Liljedahl, 1994